# Michael Leinert
Michael Leinert (* 20. Oktober 1942 in Meldorf, Provinz Schleswig-Holstein) ist ein deutscher Regisseur, Dramaturg, Dozent und Autor.

## Leben
Leinert wurde als Sohn des Komponisten und Musikwissenschaftlers Friedrich Leinert und der Sängerin Agathe Wenzlaff geboren. Nach dem Abitur an der Freien Waldorfschule Hannover studierte er Musik und Literatur. Er war Schüler von Helmut Winschermann (Oboe) in Detmold, bevor er an der Universität München und der dortigen Musikhochschule Opern- und Schauspielregie bei Heinz Arnold und August Everding studierte.
1966/67 war er Regieassistent von Oberspielleiter Ernst Poettgen an der Stuttgarter Staatsoper und dramaturgischer Mitarbeiter (Programmheft) bei der Freischütz-Inszenierung von Walter Felsenstein. Als Dramaturg und Spielleiter war er an den Bühnen Kiel, Braunschweig, Coburg, an der Staatsoper Hamburg, der Bayerischen Staatsoper in München und am Theater in Bremen tätig. Hier arbeitete er als Dramaturg mit dem Regisseur Rudolf Noelte bei dessen Freischützinszenierung zusammen. 1986 war Leinert einer der Referenten bei den "Carl Maria von Weber Tagen" der (damaligen) DDR in Dresden – Wissenschaftliche Konferenz: "Carl Maria von Weber – das Erbe als Anregung für die Gegenwart". Im damaligen Kulturpalast Dresden sprach er über Carl Maria von Weber als Schriftsteller und Dichter (Tonkünstlers Leben). 
1988 wurde Leinert Intendant am Pfalztheater Kaiserslautern, drei Jahre später wurde er Intendant am Staatstheater Kassel, das er bis 1999 leitete. Hier kreierte er den 1. Europäischen Dramatiker Wettbewerb mit mehr als 1000 Einsendungen aus ganz Europa, der u. a. von Sir Peter Ustinov und August Everding gefördert wurde. Von November 1999 bis August 2006 war Michael Leinert als Chefdramaturg, Regisseur und künstlerischer Mitarbeiter des Generalintendanten Tobias Richter an der Deutschen Oper am Rhein tätig. 
Als Gast inszenierte er an Opern- und Schauspielhäusern in Deutschland, Dänemark, Italien, Russland, Zypern und den USA.
Er ist mit der amerikanischen Opernsängerin und Gesangspädagogin Susan Owen-Leinert verheiratet.

## Werke/Inszenierungen
Leinerts Inszenierungen von Janáčeks Jenůfa, Puccinis Manon Lescaut, Pietro Mascagnis Cavalleria rusticana, Alban Bergs Wozzeck und der Wagner-Dramen Tristan und Isolde, Der fliegende Holländer und Tannhäuser fanden große Publikumsresonanz und überregionales Interesse, ebenso wie Richard Wagners Der Ring des Nibelungen, der zum Ende seiner Amtszeit als Intendant des Staatstheaters Kassel im Zyklus aufgeführt wurde.
Er war Regisseur der Deutschen Erstaufführungen von Sergei Rachmaninows Oper Francesca da Rimini und Jean Sibelius’ einziger Oper Die Jungfrau im Turm  (Jungfru i Tornet), der Uraufführung der ersten zypriotischen Kammeroper Manoli! des Komponisten Vassos Arghyrides und der Oper Fackeltanz des dänischen Komponisten Bent Lorentzen.
Seine niederdeutsche Opernparodie Der Hamburger Freischütz oder De Bruutschuss (Buch und Regie) wurde in der Opera stabile der Hamburgischen Staatsoper uraufgeführt, vom Theater Bremen gespielt und von Radio Bremen als Hörspielfassung produziert. Bei Phonogram (Polygram) erschien die Parodie auf Schallplatte.
Im Februar 2003 war Michael Leinert der Regisseur von Donizettis selten gespielter Opera buffa Il borgomastro di Saardam an der Hamburger Kammeroper. Im Oktober 2004 brachte er dort Mozarts Die Hochzeit des Figaro in einer neuen deutschen Textfassung nach Beaumarchais heraus. Dort inszenierte er auch im Oktober 2005 Paisiellos Der Barbier von Sevilla.
Im März 2006 inszenierte Leinert die Oper Hamlet von Ambroise Thomas an der Deutschen Oper am Rhein, mit der Sängerin Marlis Petersen als Ophélie. An der Hamburger Kammeroper hatte am 1. November 2006 seine Inszenierung von Wagners früher Oper Das Liebesverbot in einer Bearbeitung Premiere.
Neben dem „klassischen“ Repertoire hat sich Leinert vor allem für das zeitgenössische Musiktheater eingesetzt mit Inszenierungen der Werke u. a. von Mauricio Kagel, John Cage, Dieter Schnebel, Ingomar Grünauer, Hans-Joachim Hespos, Wilfried Hiller, Hans-Jürgen von Bose. Am Staatstheater Braunschweig inszenierte er 1981 die Deutsche Erstaufführung von Ján Cikkers Das Erdbeben in Chili (nach Heinrich von Kleists gleichnamiger Novelle). Die Opernzeitschrift Orpheus International zeichnete diese Arbeit mit dem Prädikat „Inszenierung des Monats“ aus. Mit Ernst Kreneks Oper Orpheus und Eurydike (Libretto von Oskar Kokoschka) führte Leinert 1993 seine Beschäftigung mit dem Musiktheater des 20. Jahrhunderts fort. 1996 setzte die Zeitschrift Opernwelt seine Inszenierung von Alexander Zemlinskys Sarema (Theater Trier), zusammen mit Händels Tolomeo vom Opernhaus Halle, an die Spitze der erwähnenswerten Opern-Ausgrabungen des Jahres. Leinert war Leiter der Reihe musica nova an den Bühnen Kiel (1970–1974). Danach hat er an zahlreichen deutschen Theatern ein Studio für experimentelles Musiktheater eingerichtet. In München (Bayerische Staatsoper) war er von 1978 bis 1980 zusammen mit Walter Haupt für die Experimentierbühne im Marstall verantwortlich.
Im Schauspiel inszenierte Leinert James Saunders’ Nachbarn und Ein unglücklicher Zufall (Münchner Pressepreis tz-Rose), Schillers Die Jungfrau von Orléans, Gombrowicz’ Yvonne, die Burgunderprinzessin, Racines Phaedra und Goethes Faust I. Am Staatstheater Kassel inszenierte er Nikolaj Koljadas Die Amerikanerin als Deutsche Erstaufführung, die auch in Jekaterinburg gezeigt wurde. Als Regisseur setzte er sich erfolgreich für die Uraufführung von Bernd Giesekings KZ-Stück Breitenauer Wände ein. Im Oktober 2002 war er am Nationaltheater von Zypern (Cyprus Theatre Organisation – THOC) in Nikosia der Regisseur der Uraufführung von Nikos Kazantzakis’ Goethe-Übertragung von Faust. Dort inszenierte er auch im März 2007 Molières Don Juan.
2007 inszenierte Leinert Peter Maxwell Daviess Monodrama The Medium mit Susan Owen-Leinert an der neuen Chamber Opera of Memphis. Leinerts Inszenierungs-Repertoire spannt einen großen Bogen vom ersten erhaltenen deutschen Singspiel Seelewig (Sigmund Theophil Staden) aus dem Jahre 1644 bis zum zeitgenössischen experimentellen Musiktheater, wobei auch die Gattung Operette und vor allem die „Oper für Kinder“ einen wichtigen Platz in seiner Theaterarbeit gefunden haben.

## Lehrtätigkeit
Michael Leinert hatte seit 1974 Lehraufträge und war unter anderem Dozent an den Universitäten von Braunschweig, Bremen, Hamburg, Eichstätt und München. An den Musikhochschulen von Hamburg und Düsseldorf hat er ebenfalls unterrichtet (Opernregie und Operndarstellung).

## Veröffentlichungen
- Richard Wagners Ring-Zyklus (Live-Gesamtaufnahme) auf CD erschienen und produziert von dem Label ARS Produktion.
- Libretto zu Der Steppenwolf nach Hermann Hesse, Oper von Bent Lorentzen, Edition·S – music¬sound¬art

Worsaaesvej 19, 5. sal DK-1972 Frederiksberg C Denmark.
- Libretto zur Kammeroper Der Roman mit dem Kontrabass nach der gleichnamigen Erzählung von Chechov, Kammeroper von Jürg Baur. Verlag Breitkopf & Härtel, Wiesbaden; Uraufführung in Düsseldorf.
- Libretti für zeitgenössische Kammeropern (Kompositionen von Bentzon, Rempe, Lorentzen, F. Leinert) mit Uraufführungen u. a. in Kiel, Braunschweig, Kassel, Hamburg und München.
- Monografie über Carl Maria von Weber – mit Übersetzungen ins Schwedische und Chinesische; Rowohlt Verlag, Reinbek (5. Auflage).
- Theater als Fast-food Bude? In: Warum wir das Theater brauchen. S. 62–66; suhrkamp taschenbuch 2483; Hrsg. Peter Iden.
- Tonkünstlers Leben – Weber als Schriftsteller und Dichter. In: Über Musiktheater. Eine Festschrift gewidmet Arthur Scherle, Hrsg. Stefan G. Harpner und Birgit Gotzes. Ricordi, München 1992, S. 156–162. (vorher bereits in: Beiträge zur Musikwissenschaft, Jg. 30, Nr. 1 (1988), S. 84–89.)
- Meine Musiktheater-Erfahrungen mit Bent Lorentzen. In: Skriftfest. Bent Lorentzen og hans musik. Verlag [Koncrt & Koncpt], Hellerup-Copenhagen 2005.

- Musiktheater – Deutsche Übersetzungen:
  - Jean Sibelius Die Jungfrau im Turm, Edition Wilhelm Hansen, Kopenhagen.
  - Tom Johnson Vier Ton Oper, Sikorski Musikverlage, Hamburg und G. Schirmer Inc., New York.

- Libretti von Opern für Kinder, wie
  - Das Zauberhorn nach Webers Oberon.
  - Die Zauber-Flöte nach Mozart.
  - Der Freischütz und der Teufel nach Weber, uraufgeführt am 28. November 2000 an der Deutschen Oper am Rhein Düsseldorf-Duisburg.

- Leinert ist zusammen mit seiner Ehefrau Herausgeber von Louis Spohr Lied Edition, der ersten kritischen Gesamtausgabe der Lieder von Louis Spohr[2]

Leinert verfasste Artikel zum Thema Musik und Theater für Fachzeitschriften, unter anderem für die Opernwelt, war von 2017 bis 2022 einer der Autoren im vom Louis Spohr Musikzentrum Braunschweig herausgegebenen Spohr Jahrbuch und verfasste Beiträge über Carl Maria von Weber und Carl Czerny für Lexikon Schriften über Musik, Band 2: Musikästhetik in Europa und Nordamerika (ISBN 978-3-76182-063-6).
Als Hörspielautor arbeitete er bei Radio Bremen und NDR Hamburg (De Fleegen Hollanner, Schandal op'n Gänsemarkt und andere).
Als Musikredakteur produzierte er beim NDR Hamburg Rundfunk-Sendungen zum Thema Carl Maria von Weber.